# Gaspard de Goussé de La Roche-Allard
Gaspard de Goussé, comte de la Roche-Allard, Seigneur de Dislay, Ardin, Basses-Rues de Saint-Gouard et du Fief en Saintonge, vicomte de Ville-en-Tardenois (* 1664 in Coulonges-sur-l’Autize, Frankreich; † 7. Januar 1745 in Rochefort, Frankreich) war ein französischer Seeoffizier und Aristokrat während der Herrschaft der Könige Ludwigs XIV. und Ludwigs XV.  Er beendete seine Karriere als Vice-amiral de France und Kommandeur der Flotte du Levant.

## Biografie

### Herkunft und Familie
Gaspard de Goussé, Graf von La Roche-Allard, entstammte einer Adelsfamilie, die aus Poitou stammte und Besitztümer in der Nähe von Langeais im Département Indre-et-Loire besaß.
Er war der älteste Sohn von Léonard de Goussé de La Roche-Allard und Marguerite de Châteauneuf. Er hatte noch zwei Geschwister:
- Louise Émilie de Goussé de La Roche-Allard († 1717)
- Gaspard Charles de Goussé, Marquis von La Roche-Allard (ca. 1672–1748)

Der Vater, ebenfalls Marineoffizier, nahm am 4. September 1643 an der Schlacht von Cartagena während des Dreißigjährigen Krieges teil. Er befehligte vier Schiffe im Geschwader des Herzogs von Brézé, kaperte ein britisches Schiff und zeichnete sich ebenso im Kampf gegen die spanische Flotte aus. Als Kapitän eines Schiffes wurde er am 22. Mai 1694 getötet, als er in einem kleinen Hafen in der Nähe von Tortosa spanische Schiffe angreifen wollte, die dorthin zurückgezogen worden waren.

### Marinekarriere

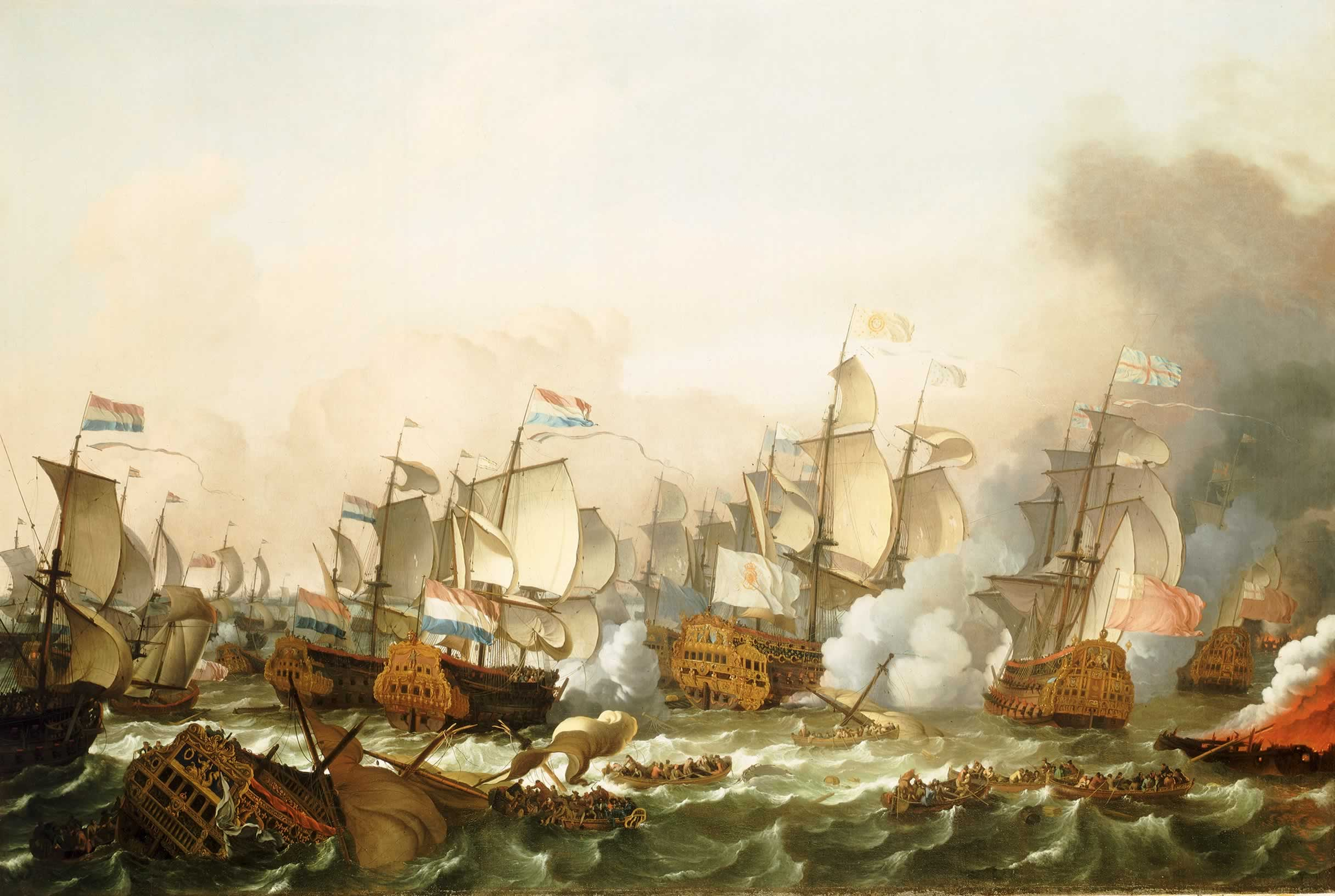
Die Schlacht von Barfleur-La Hougue, an der Gaspard de Goussé de La Roche-Allard 1692 teilnahm.

Am 26. März 1675 wurde er als Freiwilliger in die Französische Marine aufgenommen. In der Folge wurde er in der folgenden Reihenfolge befördert: 1. Dezember 1676: Gardemarin; 26. Januar 1680: Enseigne de Vaisseau (Fähnrich) und 1. Januar 1684: Lieutenant de Vaisseau (Leutnant zur See).
Während des Pfälzischen Erbfolgekrieges befehligte er 1692 als Capitaine de Vaisseau (Kapitän zur See) das 64-Kanonen-Schiff Le Henry während der Seeschlachten von Barfleur und La Hougue. Sein Schiff entging bei diesen Niederlagen der Zerstörung und im folgenden Jahr war er am Sieg von Marschall de Tourville über Vizeadmiral George Rooke in der Schlacht von Lagos am 17. und 18. Juni beteiligt, bei dem auch Einheiten des Smyrna-Konvois aufgebracht wurden. Am 6. Februar 1694 wurde er zum Ritter vom Ordre royal et militaire de Saint-Louis ernannt.
Während des Spanischen Erbfolgekriegs bewährte sich La Roche-Allard in der französisch-spanischen Flotte, unter dem Oberbefehl des Comte de Toulouse, am 24. August 1704 in der Seeschlacht bei Vélez-Málaga (zwischen Málaga und Gibraltar) gegen die vereinigten Geschwader Englands und Hollands. Er kommandierte bei diesen Gefechten das Schiff L’Excellent (60 Kanonen).
Nach Zustandekommen des Raststatter Friedens hatte La Roche-Allard von Dezember 1723 bis Oktober 1731 das Amt des Gouverneurs von Saint-Domingue inne. La Roche-Allard wurde in dieser Zeit in den Rang eines überzähligen Chef d’escadre des armées navales befördert und erhielt das Großkreuz des königlichen und militärischen Ordens von Saint-Louis am 27. März 1728.
Am 17. Juli 1730 wurde er zum Lieutenant-général (Vizeadmiral) und im September zum Kommandeur des Ordens von Saint-Louis ernannt, mit einer Pension von 3.000 Livres. Seine Dienststellung in der Zeit war die des Kommandeurs der Marinestreitkräfte im Hafen von Rochefort. 1740–1741, zu Beginn des Österreichischen Erbfolgekrieges führte er ein Geschwader in den Antillen. Im Mai 1741 wurde sein Bruder, der Marquis de la Roche-Allard, in denselben Rang erhoben.
Anfang 1745 wurde er zum Vizeadmiral der Levanteflotte ernannt, hatte diese Position jedoch nie inne, da er eine Woche nach seiner Ernennung verstarb, nämlich am 7. Januar 1745 im Alter von einundachtzig Jahren in Rochefort.

## Nachkommen
La Roche-Allard heiratete 1705 Marguerite-Angélique Perrot, die Tochter von François-Marie Perrot, seigneur de Meaux (1644–1691), Gouverneur von Montreal und Akadien, mit der er drei Töchter hatte:
- Marguerite de Goussé de La Roche-Allard, sie heiratete Charles-Alexandre de Morell d’Aubigny.
- Angélique de Goussé de La Roche-Allard (1714–1769)
- Marguerite-Charlotte de Goussé de La Roche-Allard (1708–?), sie heiratete 1735 Gaspard Charles Goussé de La Roche-Allard, ihren Onkel.